# Сотерн (вино)

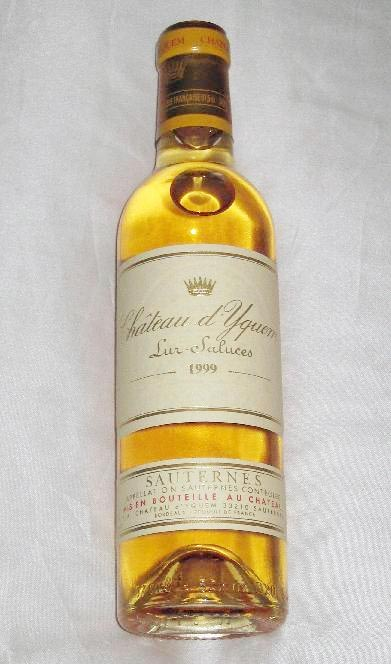
Полубутылка (375 мл) сотерна от Шато д’Икем

Соте́рн (фр. Sauternes) — французское белое десертное вино, производимое в винодельческом субрегионе Грав региона Бордо. Его делают из винограда семильон, совиньон блан и мускадель (или мюскадель), подвергнутых естественному воздействию так называемой «благородной плесени» ботритис. Это приводит к частичному заизюмливанию ягод и, как следствие, к более концентрированным винам, с более выразительным ароматом.
Благодаря своему климату Сотерн является одним из винодельческих регионов, где покрытие ягод благородной плесенью случается достаточно часто. Однако производство этого вина является чрезвычайно рискованным и трудоёмким делом; его качество и другие характеристики сильно разнятся от урожая к урожаю и от винтажа к винтажу. Сотернские вина, в особенности от крю высшей категории в классификации вин Premier Cru Supérieur Шато д’Икем, могут быть очень дорогими вследствие чрезвычайно высоких затрат на его производство. Субрегион Барсак расположен в границах Сотерна и поэтому также может использовать наименование «Сотерн» для своих вин. 

## Климат и география

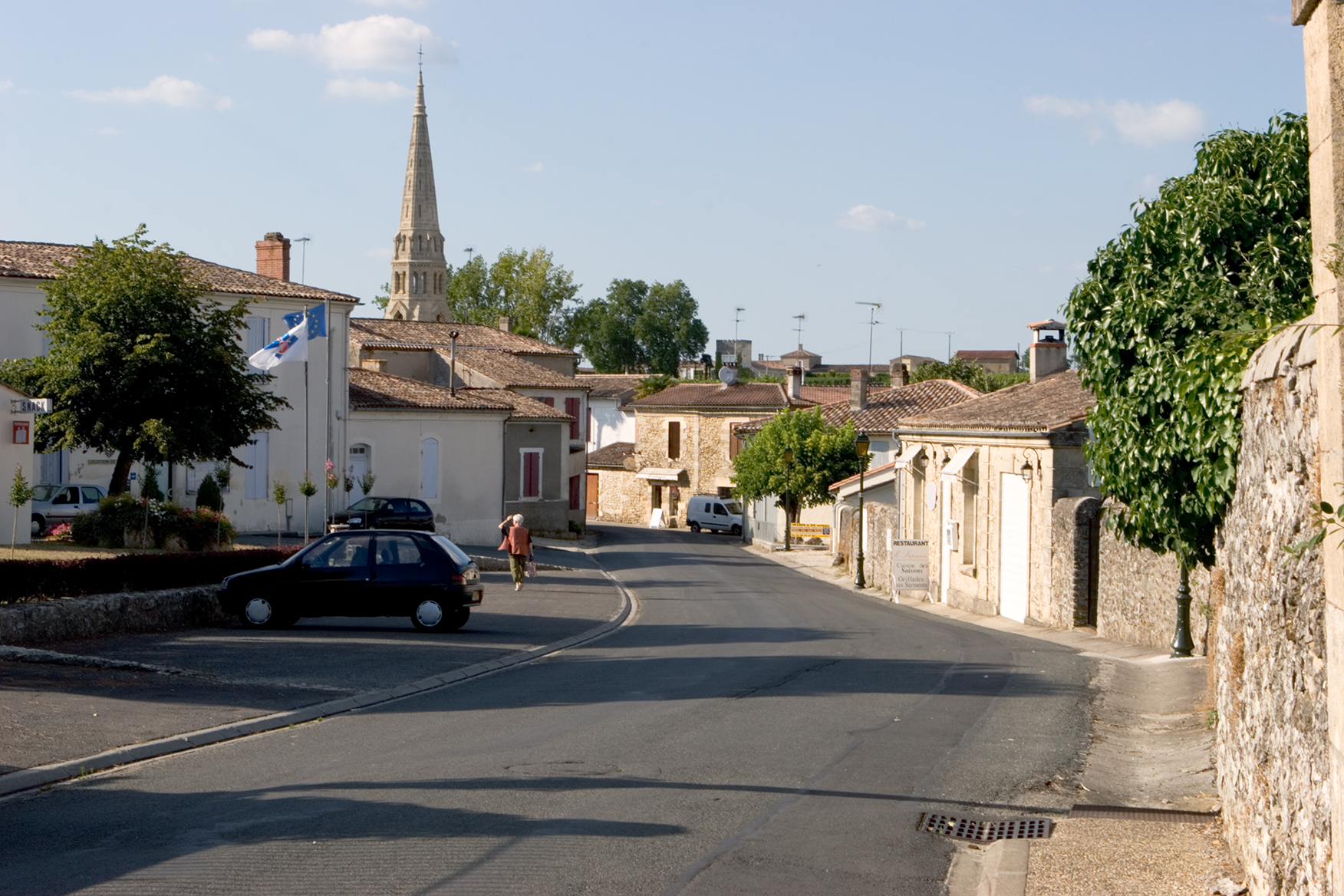
Деревня Сотерн

Как и в большинстве винодельческих регионов Бордо, в Сотерне преобладает морской климат, с которым связаны такие неблагоприятные для виноделия явления, как осенние заморозки, град и дожди, способные уничтожить весь урожай. Регион Сотерн расположен в 40 км на юго-восток от города Бордо вверх по течению реки Гаронны и её притока Сирон. Вода в Сироне холоднее, чем в Гаронне, поэтому осенью, когда при обычных условиях воздух тёплый и сухой, разница температур двух рек способствует образованию туманов, спускающихся на виноградники вечером и держащихся там до позднего утра. Такие условия благоприятствуют развитию грибка благородной плесени Botrytis cinerea. К полудню солнце разгоняет туман и высушивает ягоды, что предохраняет их от появления менее желаемых видов плесени.

## Винодельческие области
Регион Сотерн включает в себя пять коммун: Барсак, Сотерн, Бомм, Фарг и Преньяк. Все они имеют право использовать наименование «Сотерн», а Барсак может ещё маркировать свои вина как «аппеласьон Барсак». Регион Барсак расположен на западном берегу реки Сирон, где она впадает в Гаронну. С геологической точки зрения область представляет собой аллювиальную равнину с песчаными и известковыми почвами. В общих чертах вина из Барсака отличаются от других сотернских большей сухостью и более лёгким «телом». В настоящее время всё больше барсакских производителей продвигают вина под собственным наименованием. В годы, когда ботритис не развивается должным образом, сотернские виноделы часто производят сухие белые вина под более общим наименованием Bordeaux AOC. Чтобы быть законно квалифицированными в качестве «Сотерна», вино должно содержать минимум 13 % алкоголя и обладать заметной характерной сладостью, что определяется экспертами на специальной дегустации. При этом содержание остаточного сахара в вине не регламентируется.

### Классификация
В 1855 г. французский император Наполеон III поручил производителям бордоских вин разработать классификацию винодельческих хозяйств субрегионов и коммун Бордо ко Всемирной Выставке. При создании данной классификации Шато Сотерна и Барсака учитывались отдельно от производителей Медока. Из последнего, в свою очередь, были исключены Сент-Эмильон и Помроль, а из остального региона Грав рассматривался только Шато О-Брион. Рейтинг основывался на репутации различных хозяйств и ценах на их вина на тот момент. Классификация белых вин включала три уровня: Premier Cru Supérieur («первые высшие крю»), Premiers Crus («первые крю») и Deuxièmes Crus («вторые крю»). Из всех сотернских только Шато д’Икем было классифицировано как «первое высшее крю». 11 хозяйствам был присвоен рейтинг «вторых крю» и 15 — «третьих крю». Коммуна Барсак имеет наибольшее число классифицированных крю (10); далее следуют Бомм и Сотерн (по 6), затем Фарг (3) и Преньяк (2).

## Витикультура и производство вина

### Сорта винограда

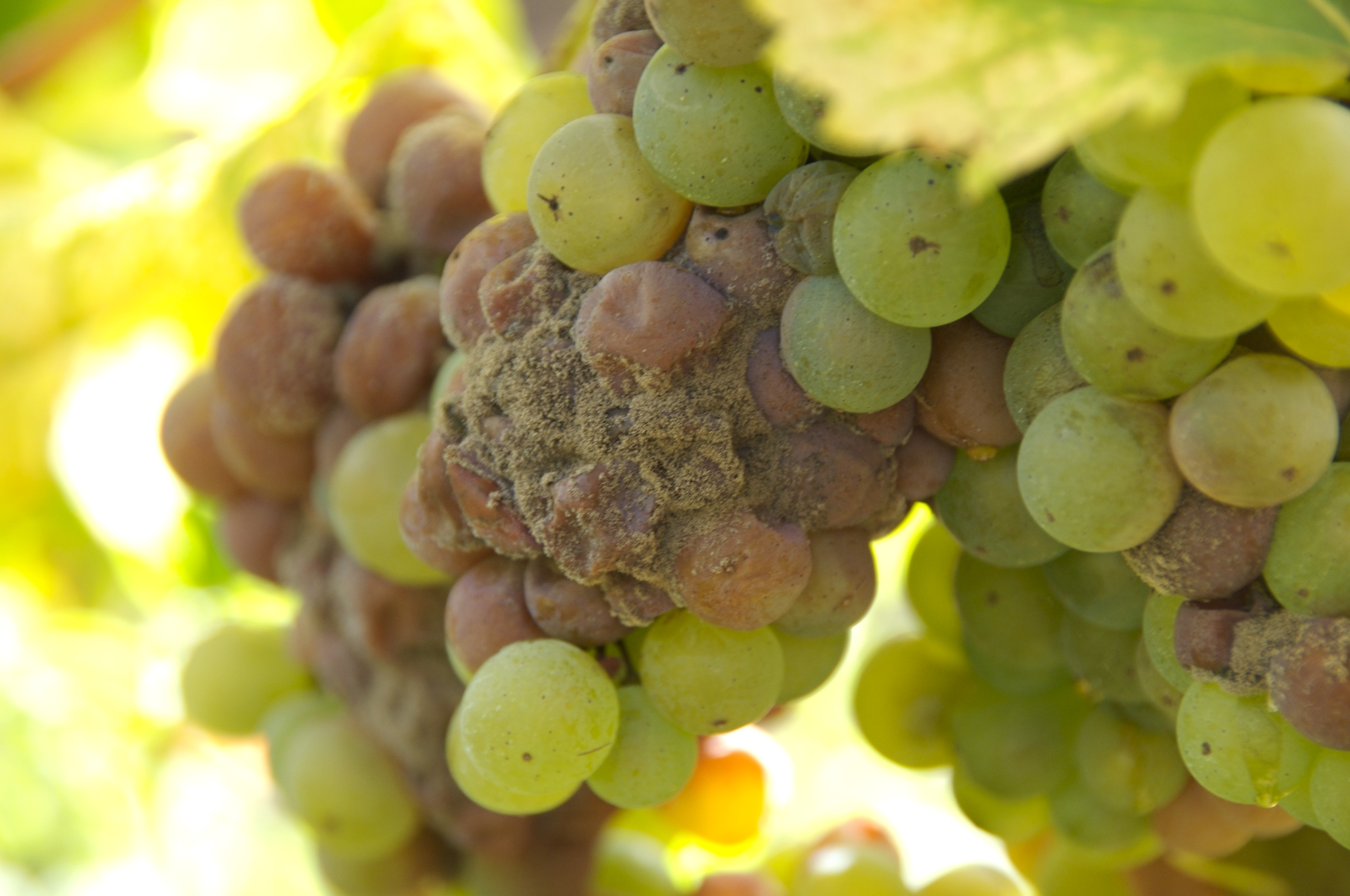
Грозди, затронутые ботритисом

При изготовлении вина Сотерн используются те же сорта винограда, что и при производстве белых сухих бордоских вин: Семильон, Совиньон Блан и Мускадель. Правда, обычно белые Бордо по большей части состоят из Совиньона Блан, а в сотернских 75-90 % составляет Семильон. На конечное соотношение влияют погодные условия и неравномерное воздействие благородной плесени на разные сорта. Семильон с его более тонкой кожицей более легко подвергается воздействию ботритиса, но Совиньон Блан обычно затрагивается данным грибком раньше. Присутствие Совиньона Блан важно для создания нужной кислотности напитка. Он также ценится за гармоничное сочетание с ароматом Семильона. Мускадель, если и используется вообще, то в очень небольших количествах, привнося дополнительные ароматические качества.

## Стили вина и подача
Сотернские вина продаются в полубутылках (375 мл) и в обычных винных бутылках (750 мл). Обычно их подают при температуре около 11°C, но вина старше 15 лет часто сервируются на несколько градусов более тёплыми. Сотерны хорошо сочетаются с разными блюдами; классической парой считается фуа-гра.

## Аналоги
Похожие по стилистике, но более дешёвые и обычно менее выразительные вина производятся в прилегающих к Бордо микрозонах, например, в Монбазийаке (одно из самых известных) и Кадийаке.
В северной зоне французского виноделия ботритизированные ягоды, как правило, используются при приготовлении вин Вувре (долина Луары), которые в зависимости от пропорции этих ягод могут быть сладкими, полусладкими или полусухими. Подводя итоги XX века, журнал Decanter поставил сладкое вино 1947 года от производителя S.A. Huet из Вувре на второе место среди всех белых вин (после Château d'Yquem 1921 года).